# Audrie Pott
Audrie Pott (27 de mayo de 1997 – 12 de septiembre de 2012), a veces llamada Audrey Pott en los medios de comunicación, fue una estudiante de 15 años de edad que asistía a Saratoga High School, California, y que se suicidó el 12 de septiembre de 2012. Fue atacada y abusada sexualmente por tres adolescentes en una fiesta ocho días antes y varias fotos de su violación fueron publicadas en internet con intenciones de acoso.
El suicidio de Pott y las circunstancias que lo rodearon fueron comparados con el suicidio de Rehtaeh Parsons, una joven de Canadá, lo que parece mostrar características muy similares. Nuevas leyes fueron consideradas como resultado de estos eventos.

## Antecedentes
A principios de septiembre de 2012, Pott fue a una fiesta con otros diez adolescentes que se encontraban en estado de ebriedad. Se afirma que tres o más de estos adolescentes violaron a Pott. En el asalto, fueron tomadas y distribuidas fotografías del suceso a través de redes sociales y SMS. En los días siguientes, Pott informó haber sido intimidada por aquellos que vieron las fotografías. El 12 de septiembre de 2012, Pott se quitó la vida.

## Investigaciones
En abril de 2013, tres chicos de dieciséis años de edad, fueron detenidos en el norte de California bajo sospecha de agresión sexual a Pott. Los padres de Pott también presentaron una demanda en contra de los tres adolescentes, y en julio de 2013, agregaron a una chica de quince años de edad como acusada en el juicio, alegando que estaba presente durante el asalto y luego mintió al respecto para ayudar a encubrirlo.